# Dinar jordano
O dinar jordano (JOD) é a unidade monetária oficial da Jordânia desde 1949. Subdivide-se em 100 qirsh ou piastres.
O Banco Central da Jordânia iniciou suas operações em 1964 e se tornou o único emissor da moeda jordaniana, no lugar do Jordan Currency Board.
O dinar jordaniano também é amplamente utilizado na Cisjordânia, juntamente com o shekel israelense.